# Lenzenscher Kreis
Der Lenzensche Kreis, auch Kreis Lenzen war ein markbrandenburgischer Kreis in der Prignitz, der sich im Verlauf des 16. Jahrhunderts herausgebildet und bis 1816/7 Bestand hatte. Er wurde in der damaligen Kreisreform zusammen mit den Kreisen Perleberg und Havelberg zum Kreis Westprignitz vereinigt. 

## Geographische Lage
Der Lenzensche Kreis lag im äußersten Westen der Prignitz. Die Löcknitz trennte ihn vom Rest der Prignitz. Er grenzte im Norden an das Herzogtum Mecklenburg-Schwerin, im Osten an den Perlebergischen Kreis und im Westen und Süden an das Kurfürstentum Braunschweig-Lüneburg.

## Geschichte
Im Laufe des 16. Jahrhunderts bildeten sich in der Mark Brandenburg im Wesentlichen nach den Landschaften organisierten Kreise heraus, die im 17. Jahrhundert meist Beritte genannt wurden und denen ein Landreiter vorstand. Sie entwickelten mit der Zeit eigene Verwaltungsorgane und hatten auch ihre eigenen Finanzen. 
Der Kreis beinhaltete das Amt Lenzen sowie zahlreiche Dörfer, welche fast ausschließlich den Adelsgeschlechtern Quitzow und Blumenthal gehörten.  
Die Prignitz gehörte innerhalb der Mark Brandenburg zur Kurmark und bildete (um 1800) eine eigene Provinz (neben Altmark, Mittelmark und Uckermark). In der Prignitz bildeten sich sieben Kreise heraus, die jedoch keine eigene Verwaltung hatten. In dieser Hinsicht wurde die Prignitz insgesamt als Kreis aufgefasst, mit Kreisdirektorium, ritterschaftlichem Corpus (die politische Vertretung) und mit eigener Kreiskasse. Jedoch wurden die untergeordneten Kreise weiterhin aufrechterhalten. 

### Zugehörige Orte
Die folgende Ortsliste des Lenzenschen Kreises ist Bratring (1804) entnommen.
- Lenzen (Elbe), Stadt
- Baarz (Baartz) (heute ein Gemeindeteil der Gemeinde Lenzerwische)
- Babekuhl (heute ein Gemeindeteil der Gemeinde Lanz)
- Bäckern (heute ein Gemeindeteil der Stadt Lenzen)
- Banekow (Baneckow) (existiert nicht mehr, Schäferei zwischen Stavenow und Kaltenhof gelegen)
- Bärwinkel (heute ein Wohnplatz der Gemeinde Lanz)
- Birkholz (Berkholz) (Gemeindeteil von Karstädt)
- Besandten (Besandte) (heute ein Gemeindeteil der Gemeinde Lenzerwische)
- Boberow (heute ein Ortsteil von Karstädt)
- Bochin (Ortsteil von Steesow, Landkreis Ludwigslust-Parchim)
- Bootz (Gemeindeteil von Karstädt)
- Breetz (heute ein Gemeindeteil der Stadt Lenzen)
- Brüssow (in Pröttlin aufgegangen, lag an der Straße von Pröttlin nach Pinnow, etwa an der Gemarkungsgrenze nach Pröttlin zu)
- Buhnenmeisterhaus, Wohnung eines Buhnenmeisters bei Lenzen an der Elbe (nicht lokalisiert, könnte das Kaffeehaus sein, das in der alten topographischen Karte an der Elbe verzeichnet ist)
- Dargardt (heute ein Gemeindeteil von Karstädt)
- Deibow (Deybow) (Ortsteil von Milow, Landkreis Ludwigslust-Parchim)
- Eldenburg (heute ein Gemeindeteil der Stadt Lenzen)
- Alt-Eldenburg (Neu-Eldenburg)  (heute ein Wohnplatz der Stadt Lenzen)
- Ernestinenhof (in Kietz aufgegangen)
- Fährhaus, bei Wustrow an der Elbe (existiert nicht mehr)
- Ferbitz (Verbitz oder Ferbitz) (heute ein Gemeindeteil der Gemeinde Lanz)
- Fischerhaus, zwischen den beiden Eldenburgischen Wassermühlen (existiert nicht mehr)
- Gaarz (Gartz) (heute ein Gemeindeteil der Gemeinde Lenzerwische)
- Gadow (heute ein Gemeindeteil der Gemeinde Lanz)
- Gandow (heute ein Gemeindeteil der Stadt Lenzen)
- Garlin (Ortsteil von Karstädt)
- Görnitz (Ortsteil von Milow, Landkreis Ludwigslust-Parchim)
- Gosedahl (heute ein Wohnplatz der Gemeinde Karstädt)
- Neue Haus
- Holdseelen (Holzseelen oder Holtseelen) (Gemeinde Steesow, Landkreis Ludwigslust-Parchim)
- Kietz (oder Lenzerwische) (heute ein Gemeindeteil der Gemeinde Lenzerwische)
- Körbitz (Fischerdorf nahe bei Lenzen) (heute in Lenzen aufgegangen, liegt östlich das Stadtkerns, nördlich der Burg, südwestlich des Rudower Seekanals, als Straßenname erhalten)
- Krinitz (Krienitz) (Ortsteil der Gemeinde Milow, Landkreis Ludwigslust-Parchim)
- Lanz (Lantz) (heute ein Gemeindeteil der Gemeinde Lanz)
- Lantzer Mühle, Wassermühle, unweit Lanz, bei Babekuhl (existiert nicht mehr, lag an der Straße von Lanz und Babekuhl am Übergang über die Löcknitz)
- Burg Lentzen (bei Lenzen)
- Lenzersilge (Silge) (heute ein Gemeindeteil von Karstädt). 1775 als Jägerhaus angelegt.
- Leuengarten (Holzwärterei) (heute ein Wohnplatz der Stadt Lenzen)
- Lindenberg (heute ein Ortsteil der Stadt Wittenberge)
- Mankmuß (Mankmus) (heute ein Ortsteil der Gemeinde Karstädt)
- Marienhof (existiert nicht mehr)
- Mellen (heute ein Gemeindeteil der Stadt Lenzen)
- Milow (Gemeinde im Landkreis Ludwigslust-Parchim)
- Mödlich (heute ein Gemeindeteil der Gemeinde Lenzerwische)
- Moor (Mohr) (heute ein Gemeindeteil der Stadt Lenzen)
- Nausdorf (heute ein Gemeindeteil der Stadt Lenzen)
- Pinnow (heute ein Gemeindeteil von Karstädt)
- Pröttlin (heute ein Ortsteil von Karstädt)
- Rambow (heute ein Gemeindeteil der Stadt Lenzen)
- Reckenzin (heute Ortsteil von Karstädt)
- Rosensdorf (heute ein Wohnplatz der Gemeinde Lenzerwische)
- Rudow (heute ein Wohnplatz der Stadt Lenzen)
- Rudowsche Wassermühle (in Lenzen aufgegangen, heute Mühlenweg 33)
- Sargleben (ein Gemeindeteil von Karstädt)
- Seedorf (heute ein Gemeindeteil der Stadt Lenzen)
- Seetz (Seetze) (ein Gemeindeteil von Karstädt)
- Steesow (Landkreis Ludwigslust-Parchim)
- Sterbitz (heute ein Wohnplatz der Stadt Lenzen)
- Streesow (Gemeindeteil von Karstädt)
- Unbesandten (Unbesandte) (heute ein Gemeindeteil der Gemeinde Lenzerwische)
- Groß Warnow (Warnow bzw. bis 1937 Deutsch Warnow) (Ortsteil der Gemeinde Karstädt)
- Klein Warnow (bis 1937 Wendisch Warnow) (Gemeindeteil der Gemeinde Karstädt)
- Wustrow (heute ein Gemeindeteil der Gemeinde Lanz)
- Wootz (Groß Wutz) (heute ein Gemeindeteil der Gemeinde Lenzerwische)
- Klein Wootz (Klein Wutz) (heute ein Wohnplatz der Gemeinde Lenzerwische)
- Zapel (heute ein Gemeindeteil von Karstädt)
- Ziegelhof (Ziegelei auf dem Lenzensche Stadtfelde, unweit Bäckern) (heute ein Wohnplatz der Stadt Lenzen)
- Zollhaus an der Elbe bei Lenzen (existiert nicht mehr, lag etwa 500 m östlich der heutigen Lokalität Fährhaus, aber nicht direkt an der heutigen Elbe)
- Zuggelrade (Ortsteil von Steesow, Landkreis Ludwigslust-Parchim)

Bei der Verwaltungsreform 1816/7 wurde der Lenzensche Kreis zusammen mit dem größten Teil des Perlebergischen Kreises, Teilen des Plattenburgischen und Teilen des Havelbergischen Kreis zum Kreis Westprignitz vereinigt.